# Tauanui (rivière)
La rivière Tauanui  (en anglais : Tauanui River) est un cours d’eau du  District de South Wairarapa dans la région de Wellington dans l’Île du Nord de la  Nouvelle-Zélande.

## Géographie
Elle s’écoule vers le nord-ouest à partir de sa source dans la chaîne de Aorangi pour atteindre le fleuve Ruamahanga tout près de l’extrémité sud du  lac Wairarapa.